# Бокс на літніх Олімпійських іграх 1984
Змагання з боксу на літніх Олімпійських іграх 1984 проходили з 29 липня по 11 серпня. Було розіграно 12 комплектів нагород. 

## Медалі

### Загальний залік
| Місце | Країна                   | Золото | Срібло | Бронза | Загалом |
| ----- | ------------------------ | ------ | ------ | ------ | ------- |
| 1     | США                      | 9      | 1      | 1      | 11      |
| 2     | Італія                   | 1      | 2      | 2      | 5       |
| 3     | Югославія                | 1      | 1      | 2      | 4       |
| 4     | Південна Корея           | 1      | 1      | 1      | 3       |
| 5     | Канада                   | 0      | 2      | 1      | 3       |
| 6     | Пуерто-Рико              | 0      | 1      | 1      | 2       |
| 7     | Мексика                  | 0      | 1      | 0      | 1       |
| 7     | Нігерія                  | 0      | 1      | 0      | 1       |
| 7     | Нова Зеландія            | 0      | 1      | 0      | 1       |
| 7     | Тайланд                  | 0      | 1      | 0      | 1       |
| 11    | Венесуела                | 0      | 0      | 2      | 2       |
| 11    | Туреччина                | 0      | 0      | 2      | 2       |
| 11    | Алжир                    | 0      | 0      | 2      | 2       |
| 14    | Замбія                   | 0      | 0      | 1      | 1       |
| 14    | Кенія                    | 0      | 0      | 1      | 1       |
| 14    | Домініканська Республіка | 0      | 0      | 1      | 1       |
| 14    | Камерун                  | 0      | 0      | 1      | 1       |
| 14    | Румунія                  | 0      | 0      | 1      | 1       |
| 14    | Фінляндія                | 0      | 0      | 1      | 1       |
| 14    | Франція                  | 0      | 0      | 1      | 1       |
| 14    | Німеччина                | 0      | 0      | 1      | 1       |
| 14    | Велика Британія          | 0      | 0      | 1      | 1       |
| 14    | Нідерланди               | 0      | 0      | 1      | 1       |

### Медалісти
| Event                  | Золото                             | Срібло                                 | Бронза                                         |
| ---------------------- | ---------------------------------- | -------------------------------------- | ---------------------------------------------- |
| До 48 кг докладніше    | Пол Гонсалес · США (USA)           | Сальваторе Тодіско · Італія (ITA)      | Марселіно Болівар · Венесуела (VEN)            |
| До 48 кг докладніше    | Пол Гонсалес · США (USA)           | Сальваторе Тодіско · Італія (ITA)      | Кейт Мвіла · Замбія (ZAM)                      |
| До 51 кг докладніше    | Стів Маккрорі · США (USA)          | Реджеп Реджеповський · Югославія (YUG) | Еюп Джан · Туреччина (TUR)                     |
| До 51 кг докладніше    | Стів Маккрорі · США (USA)          | Реджеп Реджеповський · Югославія (YUG) | Ібрагім Білалі · Кенія (KEN)                   |
| До 54 кг докладніше    | Мауріціо Стекка · Італія (ITA)     | Ектор Лопес · Мексика (MEX)            | Дейл Волтерс · Канада (CAN)                    |
| До 54 кг докладніше    | Мауріціо Стекка · Італія (ITA)     | Ектор Лопес · Мексика (MEX)            | Педро Ноласко · Домініканська Республіка (DOM) |
| До 57 кг докладніше    | Мелдрік Тейлор · США (USA)         | Пітер Коньєгвачіє · Нігерія (NGR)      | Омар Катарі · Венесуела (VEN)                  |
| До 57 кг докладніше    | Мелдрік Тейлор · США (USA)         | Пітер Коньєгвачіє · Нігерія (NGR)      | Тургут Айкач · Туреччина (TUR)                 |
| До 60 кг докладніше    | Пернелл Вітакер · США (USA)        | Луїс Ортіс · Пуерто-Рико (PUR)         | Чон Чхіль Сон · Південна Корея (KOR)           |
| До 60 кг докладніше    | Пернелл Вітакер · США (USA)        | Луїс Ортіс · Пуерто-Рико (PUR)         | Мартін Ндонго Ебанга · Камерун (CMR)           |
| До 63,5 кг докладніше  | Джеррі Пейдж · США (USA)           | Дхаві Умпонмаха · Таїланд (THA)        | Мірча Фулгер · Румунія (ROU)                   |
| До 63,5 кг докладніше  | Джеррі Пейдж · США (USA)           | Дхаві Умпонмаха · Таїланд (THA)        | Мірко Пузович · Югославія (YUG)                |
| До 67 кг докладніше    | Марк Бреленд · США (USA)           | Ан Йон Су · Південна Корея (KOR)       | Йоні Нюман · Фінляндія (FIN)                   |
| До 67 кг докладніше    | Марк Бреленд · США (USA)           | Ан Йон Су · Південна Корея (KOR)       | Лучіано Бруно · Італія (ITA)                   |
| До 71 кг докладніше    | Френк Тейт · США (USA)             | Шон О'Салліван · Канада (CAN)          | Кристоф Тьоззо · Франція (FRA)                 |
| До 71 кг докладніше    | Френк Тейт · США (USA)             | Шон О'Салліван · Канада (CAN)          | Манфред Цилонка · ФРН (FRG)                    |
| До 75 кг докладніше    | Син Чун Соп · Південна Корея (KOR) | Вірджил Гілл · США (USA)               | Арістідес Гонсалес · Пуерто-Рико (PUR)         |
| До 75 кг докладніше    | Син Чун Соп · Південна Корея (KOR) | Вірджил Гілл · США (USA)               | Мохамед Зауї · Алжир (ALG)                     |
| До 81 кг докладніше    | Антон Йосипович · Югославія (YUG)  | Кевін Баррі · Нова Зеландія (NZL)      | Евандер Холіфілд · США (USA)                   |
| До 81 кг докладніше    | Антон Йосипович · Югославія (YUG)  | Кевін Баррі · Нова Зеландія (NZL)      | Мустафа Мусса · Алжир (ALG)                    |
| До 91 кг докладніше    | Генрі Тіллман · США (USA)          | Віллі де Віт · Канада (CAN)            | Анджело Мусоне · Італія (ITA)                  |
| До 91 кг докладніше    | Генрі Тіллман · США (USA)          | Віллі де Віт · Канада (CAN)            | Арнольд Вандерліде · Нідерланди (NED)          |
| Понад 91 кг докладніше | Тайрелл Біггс · США (USA)          | Франческо Даміані · Італія (ITA)       | Роберт Веллс · Велика Британія (GBR)           |
| Понад 91 кг докладніше | Тайрелл Біггс · США (USA)          | Франческо Даміані · Італія (ITA)       | Азіз Саліху · Югославія (YUG)                  |